# Belle da Costa Greene

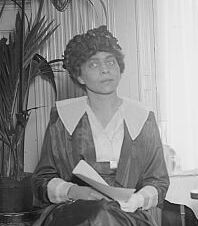
Belle da Costa Greene (1910)

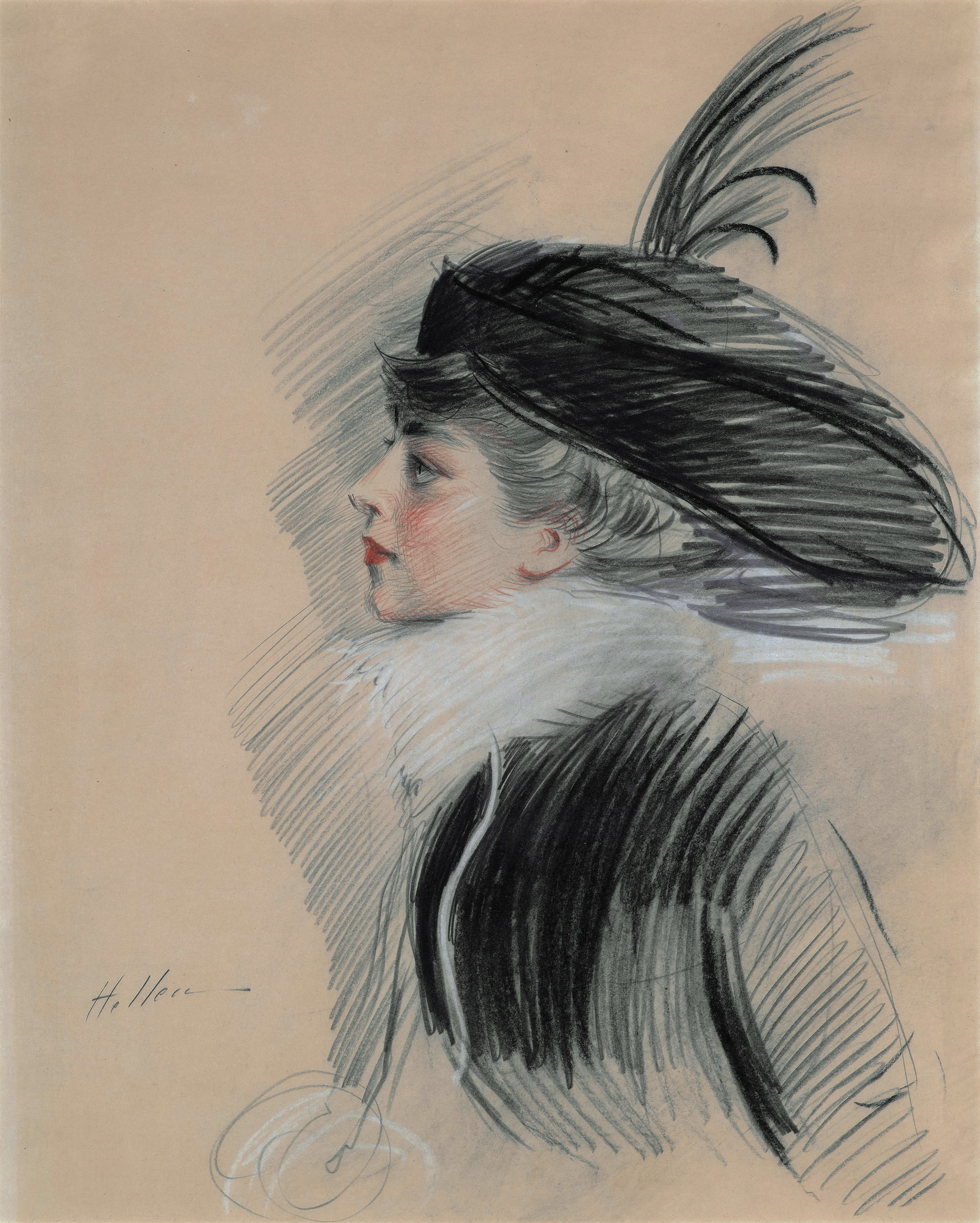
Belle da Costa Greene gemalt von Paul César Helleu, ca. 1913

Belle da Costa Greene (* 13. Dezember 1883 in Alexandria, Virginia bzw. laut anderer Quelle 26. November 1879 in Washington, D.C.; † 10. Mai 1950 in New York City) war eine US-amerikanische Bibliothekarin des Bankiers und Sammlers John Pierpont Morgan und nach seinem Tod die erste Direktorin der Pierpont Morgan Library bis zu ihrem Ruhestand 1948.

## Biographie
Belle da Costa Greene war eine der bedeutendsten Bibliothekarinnen der amerikanischen Geschichte. Sie wurde am 26. November 1879 als Belle Marion Greener als Tochter der afroamerikanischen Eltern Richard Theodore Greener und Genevieve Ida Fleet Greener in Washington, D.C. geboren. Ihre Eltern trennten sich noch im Kindesalter. Ihre Mutter änderte ihren Nachnamen in Van Vliet und ihre Kinder änderten ihre Namen in Greene. Greene legte auch ihren zweiten Vornamen ab und änderte ihn in da Costa. Um dem tiefsitzenden Rassismus und der Rassentrennung jener Zeit zu entgehen, täuschte sie portugiesische Wurzeln vor.
Über ihr frühes Leben ist nicht viel bekannt, aber irgendwann zwischen 1901 und 1902 zog Greene nach Princeton, New Jersey, und arbeitete in der Bibliothek der Princeton University. Der stellvertretende Bibliothekar war Junius Spencer Morgan, der Neffe des wohlhabenden Finanziers J. P. Morgan. Morgan baute zu dieser Zeit eine Bibliothek an der Ecke Madison Avenue und 38th Street in New York City und suchte jemanden, der ihm bei der Pflege seiner wachsenden Sammlungen half. Auf Empfehlung traf Greene 1905 Morgan und wurde für 75 Dollar pro Woche eingestellt, was 2025 etwa 2.800 Dollar entspricht. Sie war 26 Jahre alt.
Greene begann als Morgans Stenografin und Bibliothekarin zu arbeiten. Schon bald wurden ihr Millionen von Dollar anvertraut, um Bücher, Manuskripte und Kunstgegenstände für Morgan zu kaufen. Sie bereiste Paris, Mailand, München und Tunis sowie andere Orte auf der Suche nach seltenen Werken für Morgan. Dabei wurde sie selbst zur Sammlerin. Sie überbot britische Museen für ägyptische Manuskripte und Schriftrollen, antike Tafeln und Werke von Raffael und Rembrandt.
Bis 1912 verdiente Greene eine Viertelmillion Dollar pro Jahr. Als J.P. Morgan 1913 starb, hinterließ er Greene in seinem Testament 50.000 Dollar (entsprechend etwa 1,6 Millionen Dollar im Jahr 2025). 1924 wurde Greene zur ersten Direktorin der Pierpont Morgan Library ernannt. 1939 wurde sie Fellow der Medieval Academy of America, als zweite Frau und erste bekannte Person of Color, der diese Ehre zuteilwurde. Sie ging 1948 in den Ruhestand, nach 43 Jahren an der Pierpont Morgan Library.
Belle da Costa Greene starb am 10. Mai 1950 im Alter von 71 Jahren in New York City an Krebs. Kurz vor ihrem Tod verbrannte Greene alle ihre persönlichen Papiere, um ihre Herkunft und Abstammung noch weiter zu verschleiern. Heidi Ardizzone schrieb ihre Biografie auf der Grundlage zahlreicher Briefe, die sie im Laufe der Jahre an Bernard Berenson geschickt hatte.